# Localizzazione (economia)
La localizzazione (o localismo) in economia è un insieme di filosofie politiche che danno priorità alle realtà locali, sostenendo ad esempio la produzione locale e il consumo locale di beni, il controllo locale del governo e la promozione della storia, della cultura e dell'identità locale. Il concetto di localizzazione si oppone sostanzialmente al concetto di globalizzazione.
Il localismo può essere in contrasto con il regionalismo e il governo centralizzato, trovando il suo opposto nello Stato unitario.

## Autori
Tra gli autori, teorici e fautori del localismo in ambito internazionale ci sono lo scrittore austriaco Ivan Illich, l'economista francese Serge Latouche o l'antropologo italiano Franco La Cecla.